# Cantón de Biarritz-Este
El cantón de Biarritz-Este era una división administrativa francesa, situada en el departamento de los Pirineos Atlánticos y la región Aquitania.

## Composición
El cantón de Biarritz-Este estaba formado por una parte de la ciudad de Biarritz.

## Supresión del cantón de Biarritz-Este
En aplicación del Decreto n.º 2014-248 de 25 de febrero de 2014 el cantón de Biarritz-Este  fue suprimido el 22 de marzo de 2015, y la sección de Biarritz que lo formaba, pasó a formar parte del nuevo cantón de Biarritz.